# المهيمن (أسماء الله الحسنى)

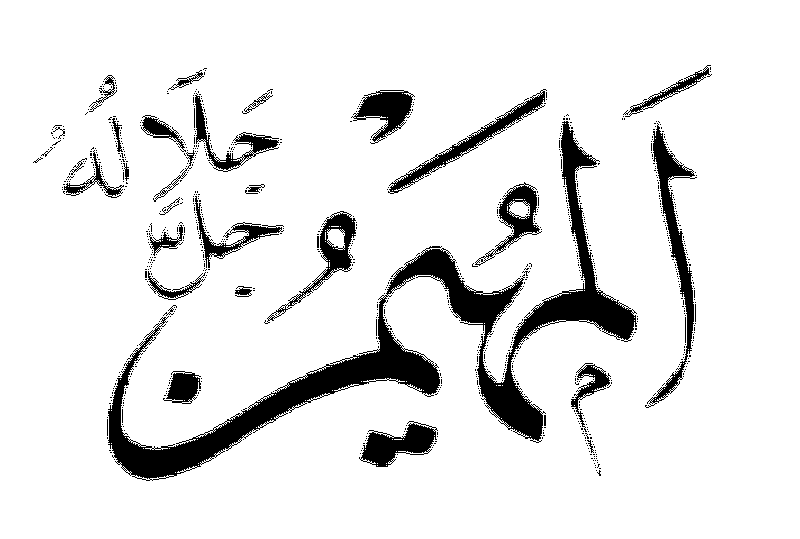
اسم الله المهيمن جل جلاله

المهيمن اسم من أسماء الله، ومعناه الشهيد، وقالوا أيضًا الهيمنة الحفظ والارتقاب.

## في القرآن الكريم
ذُكر في القرآن الكريم مرة واحدة في قوله: ﴿هُوَ اللَّهُ الَّذِي لَا إِلَهَ إِلَّا هُوَ الْمَلِكُ الْقُدُّوسُ السَّلَامُ الْمُؤْمِنُ الْمُهَيْمِنُ الْعَزِيزُ الْجَبَّارُ الْمُتَكَبِّرُ سُبْحَانَ اللَّهِ عَمَّا يُشْرِكُونَ ۝٢٣﴾.

## في السنة النبوية
عن عبد الله بن عمر  أنه قال: رأيت رسول الله ﷺ قائماً على هذا المنبر وهو يحكي عن ربه عز وجل، فقال: 
| ” | إن الله تبارك وتعالى إذا كان يوم القيامة جمع السماوات السبع والأرضين السبع في قبضة, ثم يقول عز وجل: أنا الله, أنا الرحمن, أنا الملك, أنا القدوس, أنا السلام, أنا المؤمن, أنا المهيمن | “ |

## معني المهيمن
اسم الله المهيمن هو اسم جامع يجمع أوصاف الفضل والكمال، وينقض أوصاف النقص، ويتضمّن معانٍ جليلة، وصفاتٍ جميلة، تدخل كلّها في دائرته، وهي: الشهادة، والحفظ، والعطاء، والمنع، والرقابة على الخلق، والقيام على شئون العالمين ، ومن معانيه:
- الشاهد الرقيب، قال ابن كثير: قال ابن عباس وغير واحد:«المهيمن: أي الشاهد على خلقه بأعمالهم أي هو رقيبٌ عليهم»، كقول الله تعالى: ﴿وَاللَّهُ عَلَى كُلِّ شَيْءٍ شَهِيدٌ﴾[4] ، وقوله:﴿ ثُمَّ اللَّهُ شَهِيدٌ عَلَى مَا يَفْعَلُونَ﴾ [5]، وكما قال الله تعالى:(أَفَمَنْ هُوَ قَائِمٌ عَلَى كُلِّ نَفْسٍ ﴾[6] بمعنى أنه رقيب على كل نفس، وقال ابن حجر: «وأصل الهيمنة الحفظ والارتقاب، تقول: هيمن فلان على فلان إذا صار رقيبا عليه فهو مهيمن».
-  المُصدق، قال الحسن البصري: «المهيمن المُصدق»، وهو في حق الله تعالى يعني: أن يكون ذلك التصديق بالكلام فيُصدق أنبياءه بإخباره تعالى عن كونهم صادقين أو يكون بمعنى تصديقه لهم أنه يُظهر المعجزات على أيديهم.
- المطلع على خفايا الأمور، يقول الشيخ السعدي: المهيمن المطلع على خفايا الأمور فكونه عالم هو يعلم سرك وعلانيتك يعلم الصالح لك من الفاسد فلذلك ﴿وَاللَّهُ يَعْلَمُ الْمُفْسِدَ مِنَ الْمُصْلِحِ﴾[7] فهو المطلع على خفايا الأمور وخبايا الصدور ﴿يَوْمَ تُبْلَى السَّرَائِرُ﴾ [8]
- قال الحُلَيمي:(المهيمن لا يُنقص للمطيعين يوم الحساب من طاعاتهم شيئًا فلا يثيبهم عليه، لأن الثواب لا يعجزه ولا هو مُستكـَره عليه فيحتاج إلى كتمان بعض الأعمال أو جحدها، وليس ببخيل فيحمله استكثار الثواب إذا كثرت الأعمال على كتمان بعضها، ولا يلحقه نقص بما يثيب فيحبس بعضه لأنه ليس منتفعًا بشيء من مثل ذلك، كما لا يُنقص المطيع من حسناته شيئًا فلا يزيد العصاة على ما اجترحوه من السيئات شيئًا)

## لوازم الاسم
قال الغزالي: هو اسم لمن كان موصوفًا بمجموع صفات ثلاث:
- العلم بأحوال الشيء
- القدرة التامة على تحصيل مصالح ذلك الشيء
- المواظبة على تحصيل تلك المصالح، بمعنى هو يعلمه ويَقدُر له الخير الصالح له ويديم عليه ذلك، يديم عليه علمه وقدرته.

ولا يستطيع ذلك إلا الله جلّ وعلا. فقد يكون أحد الناس يعلم حالك وإن كان لا يستطيع أن يعرف كل حالك لكن يعلم حالك تجاوزًا ويستطيع أن يقدر لك -أن يعطيك- خيرًا ويراعي مصالحك كشأن الأب مع ابنه، يعلم تصرفات ابنه وما طُبع عليه لأنه هو الذي رباه وهو يراعي مصالحه لكن لا يستطيع أن يديم عليه ذلك لأنه يفنى، أما الله عز وجل ّ فهو الأول والآخر.